# Auzout (cráter)

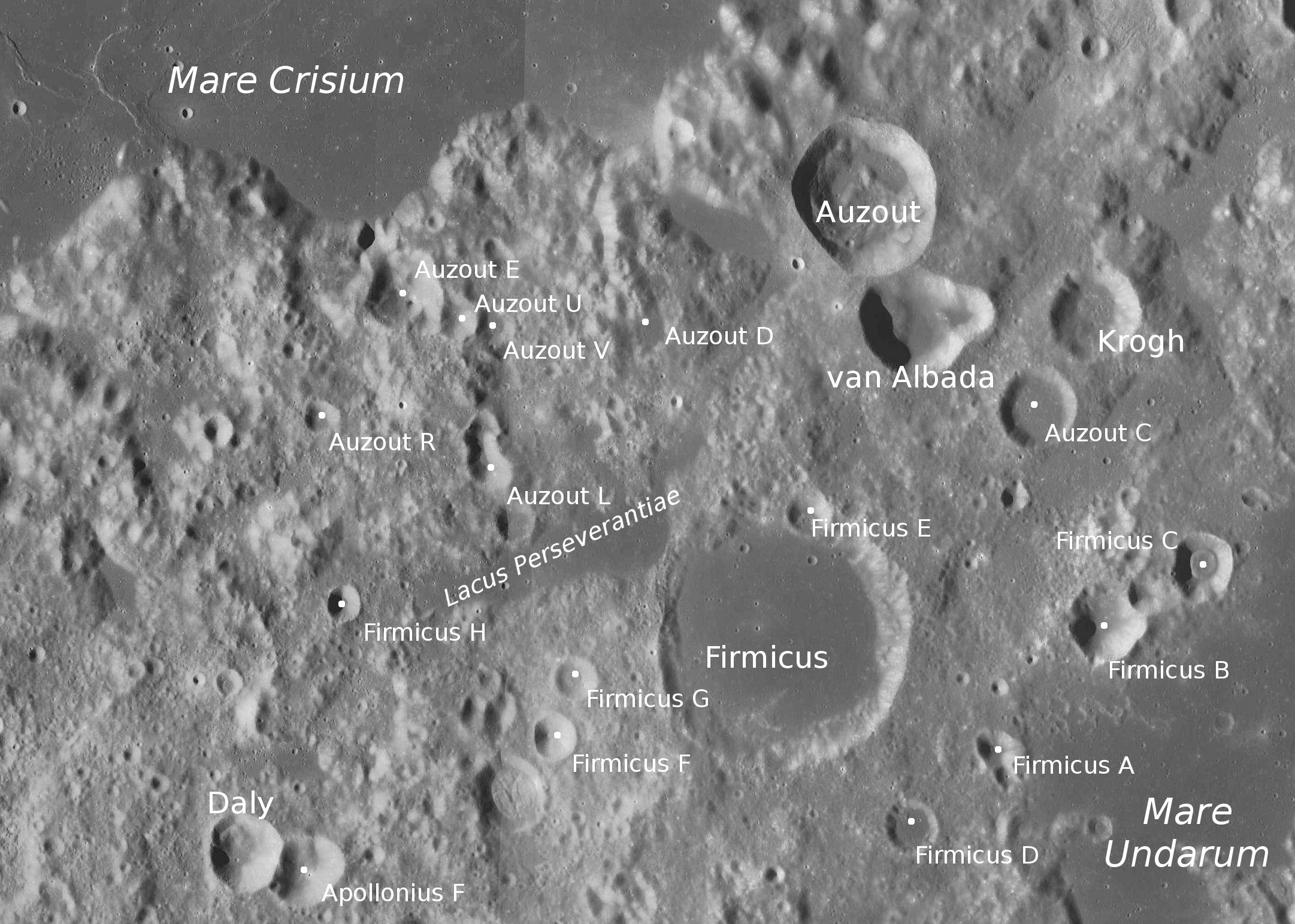
Localización de Auzout (centro del cuadrante superior derecho). Fotografía de la misión LRO.

Auzout (también llamado Azout) es un cráter de impacto localizado al sureste del Mare Crisium, cerca del extremo oriental de la Luna. Debido al escorzo, el cráter parece muy oval, pero en realidad su forma es aproximadamente circular. A su lado se halla el pequeño cráter Van Albada. Al este-noreste se encuentra el gran cráter Condorcet. Este cráter no es especialmente notable, a pesar de que posee una montaña central.
Es denominado Azout en algunas publicaciones.

## Cráteres satélite
Por convención estas características son identificadas en los mapas lunares poniendo la letra al lado del punto medio del cráter más cercano a Auzout.
Auzout C se halla al sureste, Auzout D, E, U y V están al oeste, Auzout L aparece al suroeste y Auzout R se localiza al oeste-noroeste.
|        | \| Auzout \| Coordenadas \| Diámetro \| \| ------ \| ---------------------------- \| -------- \| \| C \| 8°47′N 65°16′E / 8.79, 65.27 \| 17 km \| \| D \| 9°21′N 62°26′E / 9.35, 62.43 \| 12 km \| \| E \| 9°34′N 60°40′E / 9.57, 60.66 \| 17 km \| \| L \| 8°20′N 61°18′E / 8.34, 61.30 \| 8 km \| \| R \| 8°42′N 60°02′E / 8.70, 60.04 \| 8 km \| \| U \| 9°23′N 61°03′E / 9.39, 61.05 \| 8 km \| \| V \| 9°20′N 61°19′E / 9.34, 61.31 \| 8 km \| |          |
| Auzout | Coordenadas | Diámetro |
| C      | 8°47′N 65°16′E / 8.79, 65.27 | 17 km    |
| D      | 9°21′N 62°26′E / 9.35, 62.43 | 12 km    |
| E      | 9°34′N 60°40′E / 9.57, 60.66 | 17 km    |
| L      | 8°20′N 61°18′E / 8.34, 61.30 | 8 km     |
| R      | 8°42′N 60°02′E / 8.70, 60.04 | 8 km     |
| U      | 9°23′N 61°03′E / 9.39, 61.05 | 8 km     |
| V      | 9°20′N 61°19′E / 9.34, 61.31 | 8 km     |

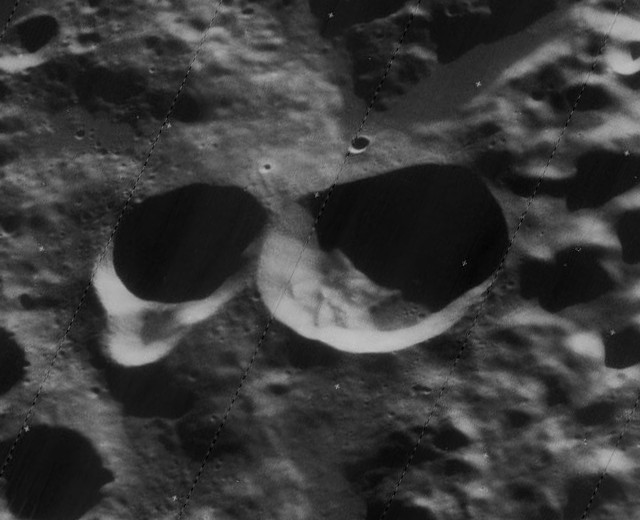
Vista oblicua de Van Albada (cráter). Fotografía de la misión Lunar Orbiter 4 (1967).

Los siguientes cráteres han sido renombrados por la Unión Astronómica Internacional:

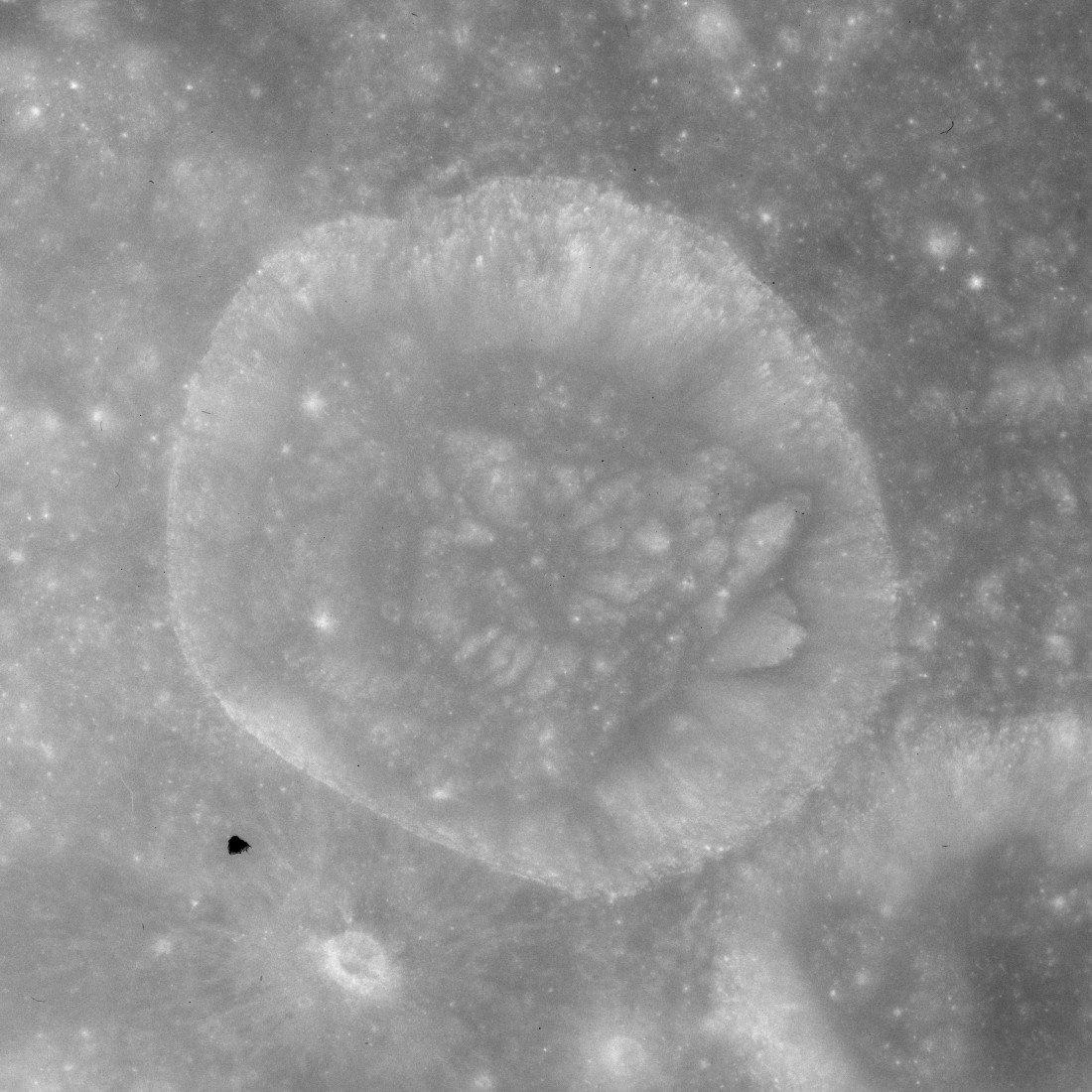
Fotografía de la misión Apolo 15.

- Auzout A: véase Van Albada.
- Auzout B: véase Krogh.